# الخلجان
قرية الخلجان هي قرية فلسطينية تابعة لمحافظة جنين.

## التسمية
سميت قرية الخلجان بهذا الاسم حسب الروايات لأن بيوتها المكونة من 120 بيتا لعام 2012على قطعة أرض كانت تسمى خلة الجان وفيما بعد أصبح يطلق عليها الخلجان.

## معنى الخلجان اصطلاحاً
خليج. جمعه: خلجان وخلج. والخليج: هو لسان من البحر ممتد داخل اليابسة. بنيت على قطعة أرض كانت تسمى «خلة الجان» وفيما بعد أصبح يطلق عليها اسم «الخلجان».

## الموقع
تقع قرية الخلجان إلى الغرب من مدينة جنين وتبعد عنها حوالي 20 كم. يحيط بها من الشمال قرية طورة الغربية، وإلى الغرب قرية برطعة، وإلى الشرق بلدة يعبد.

## التجمع السكني
تعتبر القرية أحد التجمعات الريفية التي تشتهر بها مدينة جنين والتي يبلغ عدد سكانها حوالي 817 نسمة، حسب ما ذكره أعضاء المجلس القروي ورئيس مجلسها لعام 2012 عند كتابة هذا التقرير.
يوجد في القرية ثلاثة عائلات هما: (الخطيب والمناصرة والعمارنة) فعائلة المناصرة من العائلات التي لجأت عام 1948م وعائلة العمارنة من بلدة الجوار يعبد. والغالبية الكبرى من السكان من عائلة الخطيب المتأصلة في القرية. وتتسم القرية بالتركيب العمري من الذكور والإناث.

## النشاط الاقتصادي
أغلبهم يعملون بالزراعة والأعمال الحرة. وتعتبر من القرى التي ترتفع بها نسبة التعليم مقارنة بالقرى المجاورة.
وبهاعدد كبير من حملة الشهادات الجامعية والدراسات العليا، ومن السكان من يعمل في الوظائف الحكومية كالصحة والتعليم ومرافق السلطة الوطنية وغيرها، كما أن القرية كباقي القرى المجاورة فيها عدد من المغتربين فهناك عدد من الأسر في دول الخليج وبعض الأسر داخل جدار الفصل العنصري.
يوجد في القرية مسجد «حمزة سيد الشهداء» التي تم إنشاءه على حساب الأهالي عام 1987 م
ويأمل الأهالي ببناء مسجد في الجهة الغربية من القرية ليخدم الجهة الغربية والبيوت المجاورة من امتداد القرية المجاورة،
يوجد في القرية مدرسة مشتركة مع قرية أم دار المجاورة والقريبة من قرية الخلجان قلبا وقالبا حتى أصبحت تدعى المدرسة الثانوية المختلطة، وحديثا تم إنشاء مدرسة مستقلة للإناث بالجوار من هذه المدرسة بتمويل أوروبي في عام 2010 . ويوجد في القرية مركز صحي للرعاية الصحية الأولية. تصلها الكهرباء القطرية. ويعتمد أهالي القرية في مياه الشرب على مياه الأمطار والآبار الارتوازية والمياه المتقطعة من بلدية يعبد بسبب السرقة الصهيونية للمياه الجوفية الفلسطينية.
يدير شؤؤن القرية مجلس قروي مكون من خمسة أعضاء. وتعتبر القرية من قرى جنين التي تضررت من جدار الفصل العنصري، حيث أن بها ثروة حيوانية لعدد قليل من الأسر بعد أن كانت من القرى ذات الثروة الحيوانية الكبيرة
التي تناقصت باستمرار لانعدام المراعي بسسب جدار الفصل العنصري التي ضم غالبية المراعي والذي يبعد عنها حوالي 100متر.

## المستوطنات التي تحيط بها
يحيط بالقرية من الشمال مستعمرة ريحان، وإلى الغرب معبر برطعة، وإلى الشرق بلدة يعبد، وإلى الجنوب مستعمرة موف دوتان.

## المواصلات للقرية
تعاني القرية بسبب بعدها عن مركز مدينة جنين وقلة عدد سكانها من سوء المواصلات حيث يوجد في القرية سيارتان من نوع النقل العمومي وباص يتسع ل 17 راكب.

## وصلات خارجية
- فلسطين في الذاكرة/ الخلجان